# Hydraecia immanis
Hydraecia immanis är en fjärilsart som beskrevs av Achille Guenée 1852. Hydraecia immanis ingår i släktet Hydraecia och familjen nattflyn. Inga underarter finns listade i Catalogue of Life.